# Дримак
Дримак (др.-греч. Δρίμακος; III век до н. э.) — предводитель выступления рабов на греческом острове Хиос, стремившийся улучшить жизненные условия невольников и оградить их от произвола рабовладельцев.

## Предводитель восстания рабов
Рассказ о движении под его предводительством приведён в шестой книге древнегреческого писателя Афинея в выдержках из «Описания Азии» («Плавания вокруг Азии») Нимфодора Сиракузского: по словам последнего, Дримак — «храбрый человек, которому в военных делах покровительствовало счастье, предводительствовал беглыми хиосскими рабами, как царь своим войском». Впрочем, Афиней тут же отмечает, что ни в каких других источниках, кроме Нимфодора, не находил имени Дримака.
Собрав значительные силы из беглых рабов, Дримак укрепился со своим войском в горах. Он обложил рабовладельцев упорядоченной данью, для оформления взимания которой завёл специальную печать (а также собственные меры веса и длины). Тех из них, кто хорошо обращались со своими рабами, Дримак щадил, а тех, кто были жестоки — наказывал. Кроме того, восставшие хиосские рабы по приказу Дримака воздерживались «грабить поля и причинять какой-нибудь другой вред». По договору Дримак оставлял у себя лишь рабов, бежавших от невыносимых условий; тех же рабов, чьи жалобы он признавал недействительными, Дримак отсылал обратно. Более того, по сообщению Нимфодора, беглые рабы боялись его гораздо сильнее, чем своих господ, повинуясь ему как начальнику.
Таким образом, Дримак пытался посредством соглашения с рабовладельцами установить более справедливые, если не идиллические, отношения: «То, что случилось с вами благодаря рабам, хиосцы и господа, никогда не прекратится, ибо все это происходит согласно божественному предсказанию. Если же вы заключите со мной договор и оставите нас в покое, я буду для вас виновником больших благ».

## Гибель и память
Однако отказ рабовладельцев от выполнения условий договора повел к вооружённым набегам восставших на их владения. За поимку вожака выступления государство объявило крупное вознаграждение. Согласно легенде, состарившийся Дримак сам убедил одного из своих молодых сторонников убить его, получить обещанную награду и свободу: «Я полюбил тебя больше всех людей; ты мое дитя, сын, ты заменяешь мне все прочее. Я пожил достаточно, ты же молод, и вся жизнь у тебя впереди. Тебе нужно быть прекрасным и добрым человеком. Так как Хиос дает много денег тому, кто меня убьет, и обещает ему свободу, тебе следует отрубить мне голову, отнести её в Хиос и, взяв деньги с города, жить счастливо». Юноша вначале протестовал, но Дримаку удалось заставить его это сделать.
Однако движение рабов на Хиосе продолжалось и после гибели его предводителя. На деле убытки хиосских рабовладельцев от грабежей даже стали возрастать, и те, вспомнив о гуманности покойного, воздвигли на могиле Дримака памятник — святилище «Благосклонного героя», где совершались жертвоприношения: беглыми рабами — из того, что им удалось захватить у господ, а хозяевами — в случае предотвращения набега невольников.

## Современные трактовки
Ещё Фюстель де Куланж указывыл на ненадёжность приведённых Нимфодором сведений. Как отмечает советский антиковед Ирина Шишова, сообщение Нимфодора изобилует внутренними противоречиями: культ Дримака несовместим с его ролью предводителя восстания, а деталь о том, что он посмертно являлся во сне хиосским рабовладельцам (то есть виновникам его гибели) и предупреждал их о замыслах рабов, кажется совершенно неправдоподобной. Автор книги «Восстания рабов в античности» Тереза Урбаинчик также находит, что история Дримака могла быть подредактирована в интересах рабовладельцев (например, в сторону подчёркивания его авторитарности).
По мнению немецкого историка Рихарда Лакера, в сообщении Нимфодора объединились два различных по времени предания о выступлениях рабов, связанные с одной и той же могилой-святилищем: одно — о вожде невольничьего восстания Дримаке, другое — о безымянном «Благосклонном герое» (Ἥρως Εὐμενής). Затем этот неоднородный материал был скомпонован под впечатлением от аналогичных восстаний рабов на Сицилии — родине Нимфодора.
В исторической литературе не существует единого мнения о том, к какому времени следует относить выступление хиосских рабов. Встречаются разнообразные датировки с общим диапазоном от VI до II в. до н. э. Так, Людвиг Бюрхнер датировал его ок. 600 года до н. э., другие авторы — 412 годом до н. э. и позже. И. А. Шишова находила оптимальной датировку IV—III веками до н. э., когда, с одной стороны, на Хиосе развернулась политическая борьба демократов и аристократов, ослабившая единый фронт рабовладельцев, а с другой, они сохранились в коллективной памяти хиосцев, но с достаточной исторической дистанцией, чтобы приобрести ту явно легендарную окраску, которой отмечен рассказ Нимфодора.